# Geissorhiza darlingensis
Geissorhiza darlingensis (лат.) — небольшое многолетнее травянистое клубнелуковичное растение, вид рода Geissorhiza семейства Ирисовые (Iridaceae). Эндемик ЮАР. Растёт на влажных песчаных почвах в Западно-Капской провинции ЮАР.

## Описание
Geissorhiza darlingensis — многолетний травянистый клубнелуковичный геофит высотой 7-15 см. Листья линейные, края и жилки утолщённые и липкие. Цветки жёлтые с тёмно-коричневым центром, листочки околоцветника чашевидные. Клубнелуковица более или менее яйцевидная, почти симметричная, 5-8 мм в диаметре. Чешуйки бледно-коричневые, неравномерно распадающиеся на вертикальные секции, наверху оттянутые в точки. Стебель изогнут над влагалищем стеблевого листа и наклонный, простой или с 1 или 2 ветвями. У растения три листа. Два нижних прикорневых, линейных, шириной 2-3 мм, самый нижний превышает колос, второй лист короче, края и главная жилка сильно увеличены, реснитчатые по краям, с 2 широкими бороздками на каждой поверхности, липкие, часто с прилипшим песком, самый верхний лист стеблевой, со вздутым влагалищем, короче базального. Соцветие — колос изогнут у основания, с 2-5 цветками; прицветники зелёные, длиной 10-15 мм, более или менее усечённые, внутренние меньше. Цветки актиноморфные, почти чашевидные, бледно-жёлтые с тёмным пурпурно-чёрным центром; трубка околоцветника почти цилиндрическая, длиной 9-11 мм, обычно коротко выдается из прицветников; листочки околоцветника 23-26 x 12 мм. Тычиночные нити прямые, равные, длиной 8-9 мм; пыльники около 5 мм длиной, жёлтые. Столбик разделяется напротив верхней трети и немного дальше пыльников, ветви около 3 мм длиной. Плоды — коробочки продолговато-эллипсоидные, усечённые, длиной 10-12 мм.

## Распространение и местообитание
G. darlingensis — эндемик Западно-Капской провинции ЮАР. Ареал ограничен непосредственной близостью к Дарлингу на севере от Кейптауна. Произрастает на влажных равнинах. Предпочитает песчаную почву.

## Охранный статус
G. radians — вид, имеющий площадь распространения (EOO) и площадь обитания (AOO) 12 км². Известен по трём сильно фрагментированным субпопуляциям, причём популяция сокращается. Включён в список находящихся под угрозой исчезновения по критерию B.. Вид потерял 83 % своей среды обитания. Единственная известная популяция этого вида ограничена небольшим природным заповедником площадью 20 га, окружённым сельскохозяйственными полями. В этом заповеднике встречается ряд находящихся под угрозой исчезновения эндемиков низинного реностервелда, однако среда обитания все больше подвергается воздействию инвазивных чужеродных трав, распространяющихся в результате нарушения и обогащения питательными веществами из-за стока с близлежащих полей сельскохозяйственных культур.

## Культивирование
Geissorhiza darlingensis в культуре может расти как на полном солнце, так и в полутени, что делает растение универсальным для различных садовых условий. Необходима хорошо дренированная почва, которая предотвращает гниение луковицы и способствует хорошему росту. Для посадки подходит хорошо дренируемая песчаная или суглинистая почва. Уровень pH должен быть лишь слегка кислым или нейтральным, в диапазоне от 6,0 до 7,0. Луковицы высаживаются на глубину 5-8 см и на расстоянии 15-30 см друг от друга. Лучшее время для посадки — ранняя весна или осень, чтобы луковицы успели укорениться до наступления экстремальных погодных условий.